# Douglas Engelbart
Douglas Carl Engelbart (ur. 30 stycznia 1925 w Portland w stanie Oregon, zm. 2 lipca 2013 w Atherton w stanie Kalifornia) – amerykański naukowiec i wynalazca o norweskich korzeniach, znany powszechnie jako wynalazca myszy komputerowej, pionier interfejsów użytkownika, współtwórca hipertekstu, komputerów sieciowych, promotor wykorzystywania komputerów i sieci w rozwiązywaniu złożonych problemów cywilizacyjnych.

## Wczesne lata
Pod koniec wojny, jako technik radiowy w bazie na Filipinach, Engelbart został zainspirowany artykułem Vannevara Busha „As We May Think”. Po wojnie, w 1948 r. Engelbart uzyskał stopień bakałarza z inżynierii elektrycznej w Oregon State University, w 1952 tytuł inżynierski w Berkeley, a w 1955 stopień doktora w tej samej uczelni. Ponad rok spędził na próbach wdrożenia w swoim przedsiębiorstwie, Digital Techniques, pomysłów z pracy doktorskiej dotyczącej urządzeń do magazynowania danych, potem pracował nad układami magnetycznymi w Stanford Research Institute, w Menlo Park.
Historyk nauki Thierry Bardini wskazuje, że Engelbart był pod silnym wpływem relatywizmu językowego opracowanego przez Benjamina Lee Whorfa. Whorf dowodził, że wyrafinowanie języka wpływa na wyrafinowanie myśli, które mogą być wyrażone przez mówcę w danym języku, zaś Engelbart wykazywał, że aktualny stan techniki wpływa na naszą zdolność manipulowania informacją, a to ma bezpośredni wpływ na możliwość wynajdywania nowych, ulepszonych technik. Z tego powodu postawił sobie zadanie opracowania technik komputerowych pozwalających bezpośrednio manipulować informacją i usprawniających indywidualne i grupowe pozyskiwanie wiedzy.

## Wynalazki

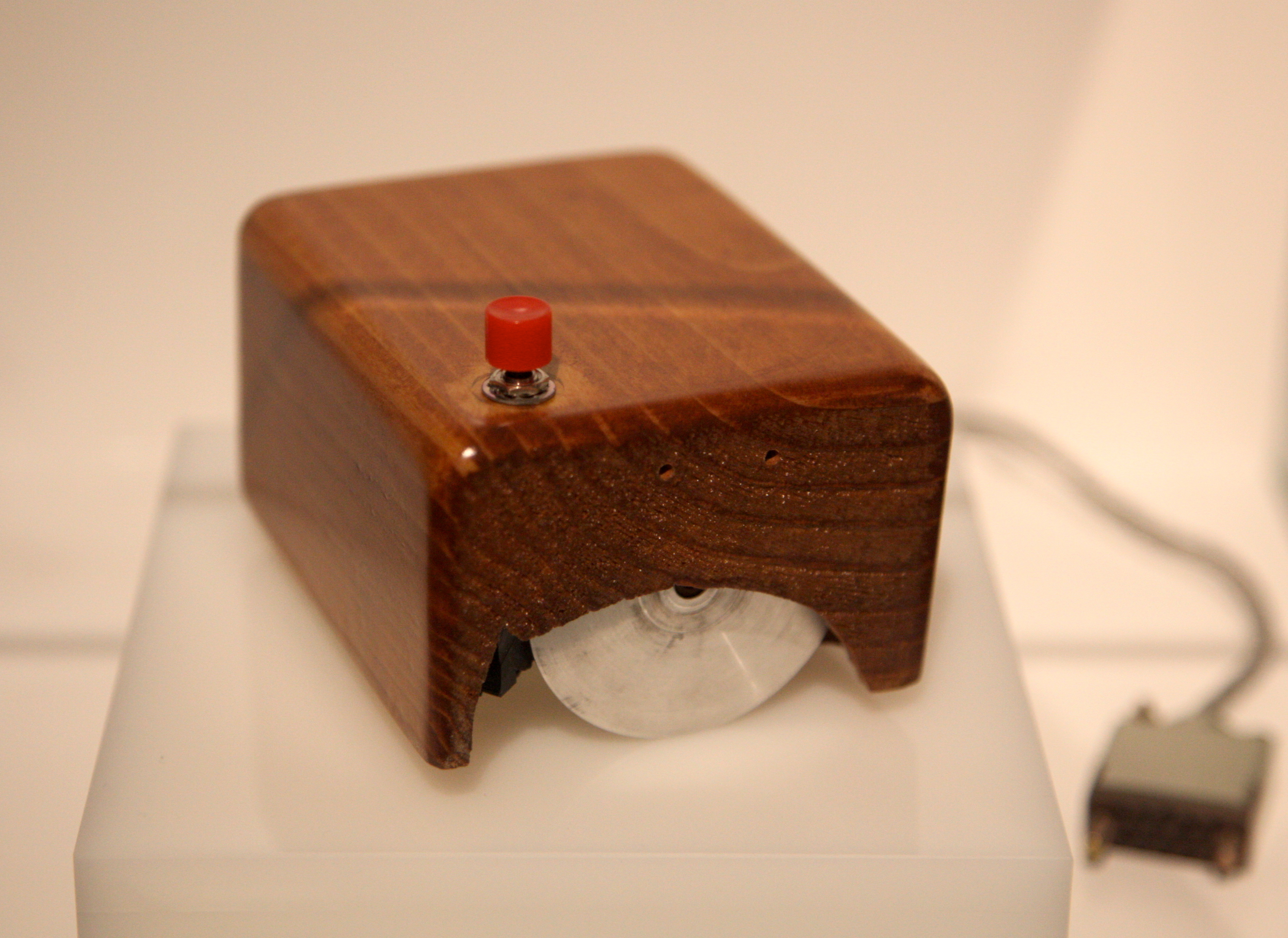
Mysz

W Stanford Engelbart był siłą motoryczną projektu oN-Line System (NLS). On i jego zespół z Augmentation Research Center (założonego przez niego laboratorium) opracowali elementy graficznego interfejsu komputerowego, jak ekrany, okna, hipertekst – wiele z tych idei wyprzedziło o lata rewolucję komputerów osobistych, w czasie, gdy indywidualny użytkownik był trzymany z daleka od komputera, a dostęp do niego miał przez pośredników.
W 1970 r. Engelbart otrzymał patent na mysz – drewniane pudełko z dwoma metalowymi kółkami. Patent opisywał urządzenie jako wskaźnik pozycji X-Y w systemach wyświetlania. Engelbart ujawnił potem, że nazwano ją „mysz” ze względu na wystający z tyłu „ogon”. Nazywano ją też owadem, ale to określenie się nie przyjęło. Nigdy nie otrzymał z tego tytułu żadnych tantiem, w pewnej mierze dlatego, że jego patent wygasł w 1987 r., jeszcze zanim rewolucja komputerów osobistych uczyniła mysz jednym z głównych elementów komputera. Poza tym późniejsze myszy nie naruszały jego patentu. W Stanford Research Institute nie zdawano sobie sprawy ze znaczenia tego wynalazku, zaś SRI sprzedał potem licencję Apple’owi za ok. 40 tys. USD.
Ponieważ badania Engelbarta były częściowo finansowane przez ARPA, Stanford i University of California Los Angeles były pierwszymi węzłami sieci ARPANET, prekursora Internetu. Augmentation Research Center służył jako pierwsze sieciowe centrum informacji, zarządzał komunikacją między węzłami ARPANET i opublikował znaczną część wczesnych dokumentów RFC (Request For Comments).

## Schyłek
Wskutek rozmaitych nieszczęśliwych zbiegów okoliczności po 1976 r. Engelbart popadł w zapomnienie. Wielu najlepszych badaczy z zespołu Engelbarta zostało przejętych przez Xerox PARC, zaś tzw. Poprawka Mansfielda, zakończenie wojny wietnamskiej i koniec kosmicznego projektu Apollo spowodowały redukcję finansowania ze strony ARPA i NASA. Zarząd SRI, który nie akceptował podejścia Engelbarta do kierowania laboratorium, oddał jego pozostałości pod kierownictwo Berta Raphaela, który zwolnił Engelbarta (z laboratorium które ten sam zakładał). Dodatkowym nieszczęśliwym wydarzeniem był dla niego pożar jego domu w Atherton.
W 1978 r. przedsiębiorstwo Tymshare, które oferowała komercyjne usługi oparte na systemie NLS, odkupiła go i wynajęła Engelbarta jako głównego naukowca, ale wkrótce poczuł się on zmarginalizowany i odsunięty od badań. Niektórzy szefowie Tymshare i McDonnell Douglas, który w 1982 r. przejął Tymshare, byli zainteresowani jego pomysłami badawczymi, ale nigdy nie wyasygnowali funduszy ani nie przydzielili pracowników do dalszych prac. W 1986 r. Engelbart opuścił McDonnell Douglas.

## Międzynarodowe uznanie
Pod koniec lat 80. prominentni naukowcy i organizacje zaczęli doceniać znaczenie wkładu Engelbarta. W 1996 został przyznany Yuri Rubinsky Memorial Award, a w 1997 otrzymał nagrodę Lemelson-MIT i honorarium na 500 tys. dolarów, czyli najwyższą na świecie nagrodę za wynalazczość i innowacyjność. Potem przyszła Nagroda Turinga, a w 1999 Institute for the Future gościł wielkie sympozjum honorujące wkład naukowca. W 2001 Engelbart otrzymał Lovelace Medal od British Computer Society.
Do końca życia prowadził wraz ze swoją córką Bootstrap Institute, jednostkę założoną jeszcze w 1988, we Fremont, promującą koncepcję Collective IQ i Open Hyper-Document Systems (OHS) oraz HyperScope, „podzbiór” OHS. Bootstrap Institute jest sponsorowany przez Logitech, największego na świecie producenta m.in. myszy komputerowych.